# Esporles
Esporles település Spanyolországban, a Baleár-szigeteken. Esporles Valldemossa, Palma de Mallorca, Puigpunyent és Banyalbufar községekkel határos. Lakosainak száma 5252 fő (2024).

## Népesség
A település népessége az elmúlt években az alábbi módon változott:
| Lakosok száma | 4082 | 4363 | 4546 | 4808 | 4956 | 4940 | 4959 | 5062 | 5134 | 5252 |
|               | 2001 | 2004 | 2006 | 2009 | 2011 | 2014 | 2016 | 2019 | 2021 | 2024 |